# Fouquerolles
Ne doit pas être confondu avec Foucherolles ou Fougerolles.
Fouquerolles est une commune française située dans le département de l'Oise en région Hauts-de-France.

## Géographie

### Description
Fouquerolles est un village périurbain picard du Beauvaisis, situé  à  10 km à vol d'oiseau au nord-est de Beauvais, 49 km au sud d'Amiens, 17 km au sud-ouest de Saint-Just-en-Chaussée, 17 km au nord-ouest de Clermont et 68 km au nord de Paris.
Il est desservi par l'ancienne route nationale 38 (actuelle RD 938).
En 1830, Louis Graves indiquait que « le village est situé au centre du territoire près du ravin qui descend de Velennes à Laversines; ses rues sont larges et propres ».

### Communes limitrophes
| Velennes  |              | Haudivillers         |
| Nivillers | Fouquerolles | Essuiles             |
|           | Laversines   | Le Fay-Saint-Quentin |

### Hydrographie
La commune est située dans le bassin Seine-Normandie. Elle n'est drainée par aucun cours d'eau,.

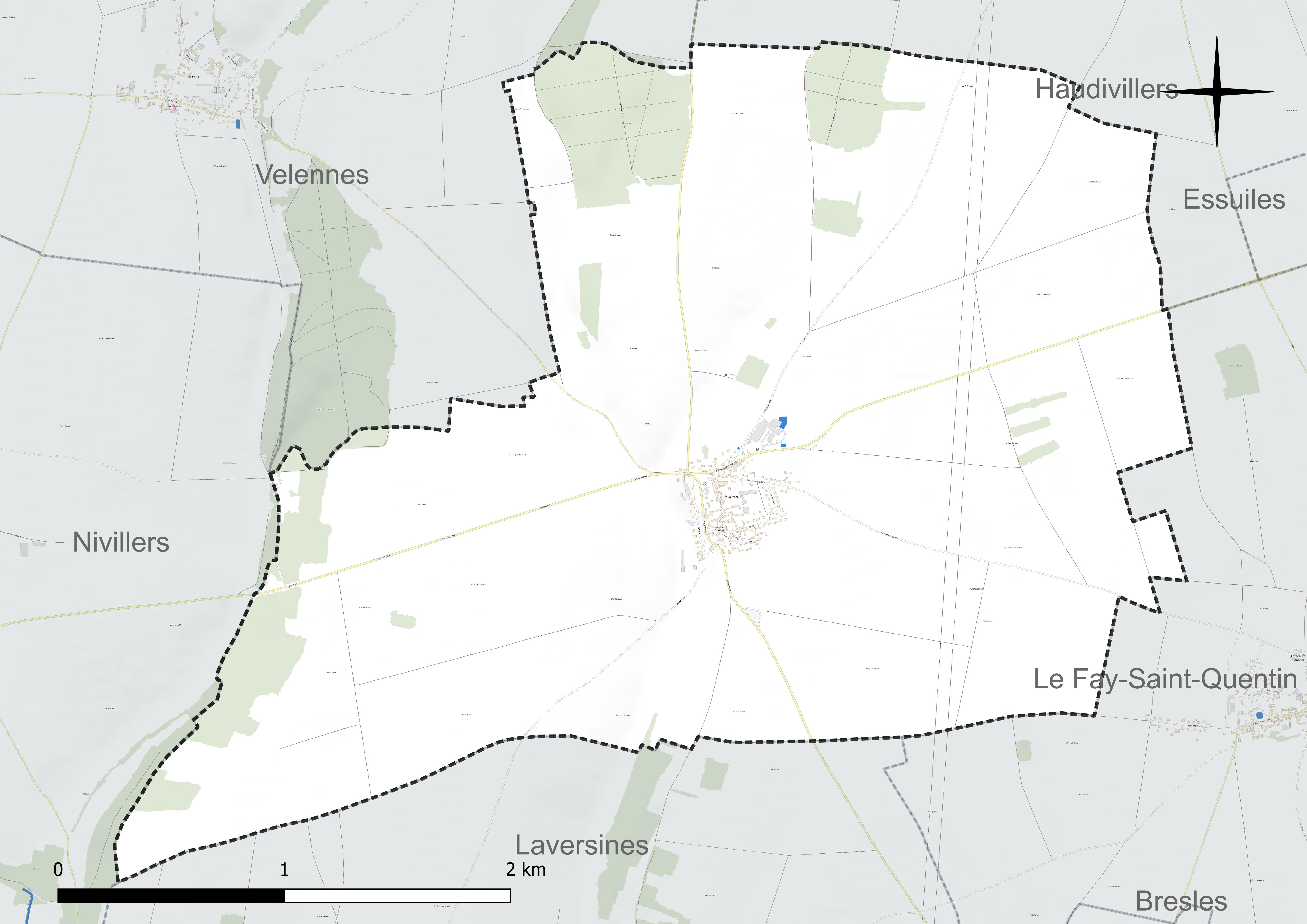
Réseau hydrographique de Fouquerolles.

### Climat
Pour des articles plus généraux, voir Climat des Hauts-de-France et Climat de l'Oise.
En 2010, le climat de la commune est de type climat océanique dégradé des plaines du Centre et du Nord, selon une étude du CNRS s'appuyant sur une série de données couvrant la période 1971-2000. En 2020, Météo-France publie une typologie des climats de la France métropolitaine dans laquelle la commune est exposée à un climat océanique et est dans la région climatique Nord-est du bassin Parisien, caractérisée par un ensoleillement médiocre, une pluviométrie moyenne régulièrement répartie au cours de l'année et un hiver froid (3 °C).
Pour la période 1971-2000, la température annuelle moyenne est de 10,4 °C, avec une amplitude thermique annuelle de 14,6 °C. Le cumul annuel moyen de précipitations est de 663 mm, avec 11,2 jours de précipitations en janvier et 8,1 jours en juillet. Pour la période 1991-2020, la température moyenne annuelle observée sur la station météorologique la plus proche, située sur la commune de Tillé à 7 km à vol d'oiseau, est de 11,0 °C et le cumul annuel moyen de précipitations est de 655,5 mm,. Pour l'avenir, les paramètres climatiques de la commune estimés pour 2050 selon différents scénarios d'émission de gaz à effet de serre sont consultables sur un site dédié publié par Météo-France en novembre 2022.

## Urbanisme

### Typologie
Au 1er janvier 2024, Fouquerolles est catégorisée commune rurale à habitat dispersé, selon la nouvelle grille communale de densité à sept niveaux définie par l'Insee en 2022.
Elle est située hors unité urbaine. Par ailleurs la commune fait partie de l'aire d'attraction de Beauvais, dont elle est une commune de la couronne,. Cette aire, qui regroupe 162 communes, est catégorisée dans les aires de 50 000 à moins de 200 000 habitants,.

### Occupation des sols
L'occupation des sols de la commune, telle qu'elle ressort de la base de données européenne d'occupation biophysique des sols Corine Land Cover (CLC), est marquée par l'importance des territoires agricoles (90,2 % en 2018), une proportion identique à celle de 1990 (90,2 %). La répartition détaillée en 2018 est la suivante :
terres arables (90,2 %), forêts (7,4 %), zones urbanisées (2,5 %). L'évolution de l'occupation des sols de la commune et de ses infrastructures peut être observée sur les différentes représentations cartographiques du territoire : la carte de Cassini (XVIIIe siècle), la carte d'état-major (1820-1866) et les cartes ou photos aériennes de l'IGN pour la période actuelle (1950 à aujourd'hui).

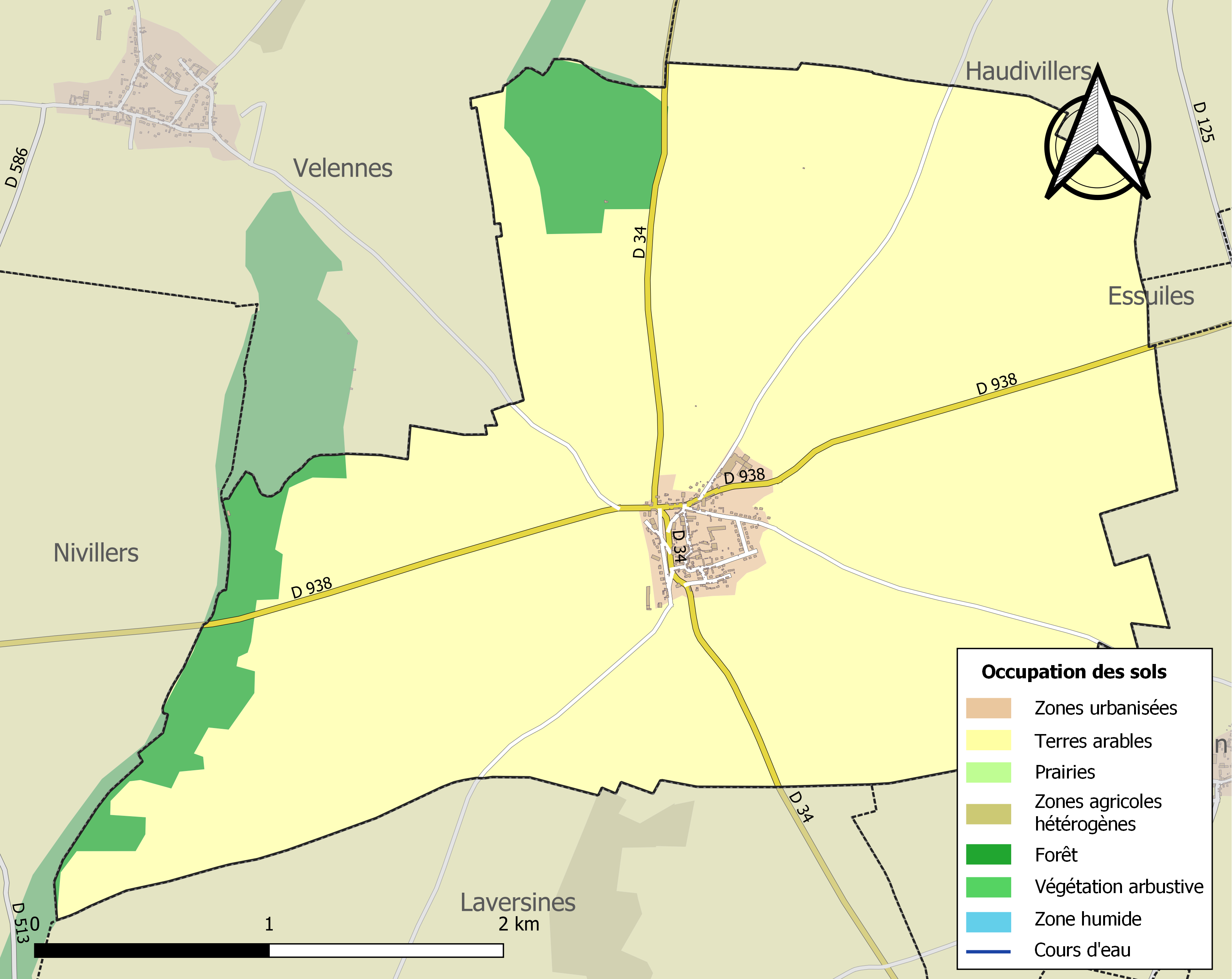
Carte des infrastructures et de l'occupation des sols de la commune en 2018 (CLC).

### Habitat et logement
En 2019, le nombre total de logements dans la commune était de 125, alors qu'il était de 115 en 2014 et de 103 en 2009.
Parmi ces logements, 91,1 % étaient des résidences principales, 2,4 % des résidences secondaires et 6,4 % des logements vacants. Ces logements étaient pour 90,3 % d'entre eux des maisons individuelles et pour 9,7 % des appartements.
Le tableau ci-dessous présente la typologie des logements à Fouquerolles en 2019 en comparaison avec celle de l'Oise et de la France entière. Une caractéristique marquante du parc de logements est ainsi une proportion de résidences secondaires et logements occasionnels (2,4 %) supérieure à celle du département (2,4 %) et à celle de la France entière (9,7 %). Concernant le statut d'occupation de ces logements, 69,9 % des habitants de la commune sont propriétaires de leur logement (78,8 % en 2014), contre 61,4 % pour l'Oise et 57,5 pour la France entière.
| Typologie                                               | Fouquerolles | Oise | France entière |
| ------------------------------------------------------- | ------------ | ---- | -------------- |
| Résidences principales (en %)                           | 91,1         | 90,4 | 82,1           |
| Résidences secondaires et logements occasionnels (en %) | 2,4          | 2,4  | 9,7            |
| Logements vacants (en %)                                | 6,4          | 7,1  | 8,2            |

### Voies de communication et transports
La commune est desservie, en 2023, par des lignes scolaires et le service de transport à la demande Corolis à la demande - Zone Est du réseau Corolis et par la ligne 613 du réseau interurbain de l'Oise.

## Toponymie
Le nom de la localité est attesté sous les formes Felcherolis (XIe) ; de Fulcheroles (1161) ; Fercherolles (1185) ; de Felkeroles (1188) ; Fukoroloe (1189) ; Fulqueroles (1190) ; Mathaeus de Feucheroliis (vers 1200) ; Fukeroles (1208) ; in villa de Foukeroles (1218) ; Feukeroles (1221) ; vinee apud Feukeroles (1239) ; Feuqueroles (vers 1235) ; Drogo major de Fouqueroles (1239) ; Foqueroles (1278) ; Fouqroles (1284) ; Feukerol (XIIIe) ; in Felquerolis (XIIIe) ; Fouquerolle (XIIIe) ; Felcherolle (XIIIe) ; Felcheroloe (XIIIe) ; Feuquerolles (1373) ; Fouquerolles (1667).
L'étymologie de ce toponyme provient de l'agglutination du latin filicaria et du suffixe olla qui signifie : « la fougeraie ».

## Histoire
Louis Graves indiquait en 1830 « Il y a sous le cimetière de Fougerolles un souterrain dont l'entrée, maintenant comblée, correspondait à l'ancien presbytère ; on y pénètre par une fosse ouverte à la porte de l'église pour recevoir les poids de l'horloge ; après avoir descendu perpendiculairement vingt pieds environ, on rencontre un conduit rapide et tellement étroit qu'on n'y peut marcher qu'à genoux; il aboutit sous le milieu du cimetière à une excavation pratiquée en croix dans le roc, de la hauteur d'un homme ; la voûte en est ménagée avec soin pour prévenir tout éboulement. On n'a aucune notion sur l'origine de ce souterrain qui a servi à recéler en partie les effets des habitants lors de l'invasion de 1815 ».
En 1830, on notait la présence d'un moulin à vent dans le territoire communal.
Pendant la première guerre mondiale, il y eut, sur le territoire de la commune, un aérodrome, dénommé  « Fouquerolles-Nord ». Celui-ci fut utilisé par les Français et les Britanniques, notamment en 1918. Source https://www.anciens-aerodromes.com/?p=14221
Sur la commune, il existait, au début du vingtième siècle, une râperie de betteraves qui dépendait de la sucrerie de Bresles, celle-ci a été fermée dans les années 1950-55. Un stockage de céréales occupe le site aujourd'hui.

## Politique et administration

### Rattachements administratifs et électoraux

#### Rattachements administratifs
La commune se trouve dans l'arrondissement de Beauvais du département de l'Oise.
Elle faisait partie depuis 1801 du canton de Nivillers. Dans le cadre du redécoupage cantonal de 2014 en France, cette circonscription administrative territoriale a disparu, et le canton n'est plus qu'une circonscription électorale.

#### Rattachements électoraux
Pour les élections départementales, la commune fait partie depuis 2014 du canton de Mouy
Pour l'élection des députés, elle fait partie de la première circonscription de l'Oise.

### Intercommunalité
La commune faisait partie de la communauté de communes Rurales du Beauvaisis (CCRB), un établissement public de coopération intercommunale (EPCI) à fiscalité propre créé fin 1997 et auquel la commune avait transféré un certain nombre de ses compétences, dans les conditions déterminées par le code général des collectivités territoriales..
La loi portant nouvelle organisation territoriale de la République (Loi NOTRe) du 7 août 2015, prévoyant que les établissements publics de coopération intercommunale (EPCI) à fiscalité propre doivent avoir un minimum de 15 000 habitants, le préfet de l'Oise a publié en octobre 2015 un projet de nouveau schéma départemental de coopération intercommunale, qui prévoit la fusion de plusieurs intercommunalités, et en particulier de la communauté d'agglomération du Beauvaisis et de la communauté de communes rurales du Beauvaisis, de manière à créer un nouvel EPCI rassemblant 44 communes pour 93 341 habitants. Malgré les réticences du président de la CCRB, le schéma est entériné,.
La fusion prend effet le 1er janvier 2017, et la commune est désormais membre de la communauté d'agglomération du Beauvaisis (CAB).

### Liste des maires
| Période                                  | Période                         | Identité                | Étiquette | Qualité                                     |
| ---------------------------------------- | ------------------------------- | ----------------------- | --------- | ------------------------------------------- |
| Les données manquantes sont à compléter. |                                 |                         |           |                                             |
|                                          | 1816                            | Germer Dumoulin         |           |                                             |
| 1816                                     | 1826                            | Alexandre Delafraye     |           | Cultivateur                                 |
| 1826                                     | 1838                            | Charles-Etienne Bocquet |           |                                             |
| 1838                                     | 1876                            | Pierre-Nicolas Dumoulin |           |                                             |
| 1876                                     | 1881                            | Joseph Lefèvre          |           | Propriétaire                                |
| 1881                                     | 1883                            | Théodore Lemaire        |           |                                             |
| 1883                                     | mai 1888                        | Alexandre Delafraye     |           |                                             |
| mai 1888                                 | juillet 1888                    | Alphonse Galleux        |           |                                             |
| juillet 1888                             | 1900                            | Théodore Lemaire        |           |                                             |
| 1900                                     | 1905                            | Raymond Lemaire         |           |                                             |
| 1905                                     | 1906                            | Georges Lemaire         |           |                                             |
| 1906                                     | 1908                            | Alphonse Galleux        |           |                                             |
| 1908                                     | 1912                            | François Coulon         |           |                                             |
| 1912                                     | 1915                            | Benjamin Wailly         |           |                                             |
| 1915                                     | 1927                            | Aimé Hérault            |           |                                             |
| 1927                                     | 1961                            | Marcel Chantrelle       |           | Cultivateur                                 |
| 1962                                     | 1969                            | Maurice Chantrelle      |           | Agriculteur                                 |
| 1969                                     | 1983                            | André Minato            |           |                                             |
| Les données manquantes sont à compléter. |                                 |                         |           |                                             |
| mars 1983                                | août 2003                       | Émile Glacet            |           | Agriculteur retraité Mort en fonction       |
| Les données manquantes sont à compléter. |                                 |                         |           |                                             |
| mars 2008                                | En cours (au 13 septembre 2022) | Philippe Van Walleghem  |           | Agriculteur Réélu pour le mandat 2020-2026, |

## Équipements et services publics

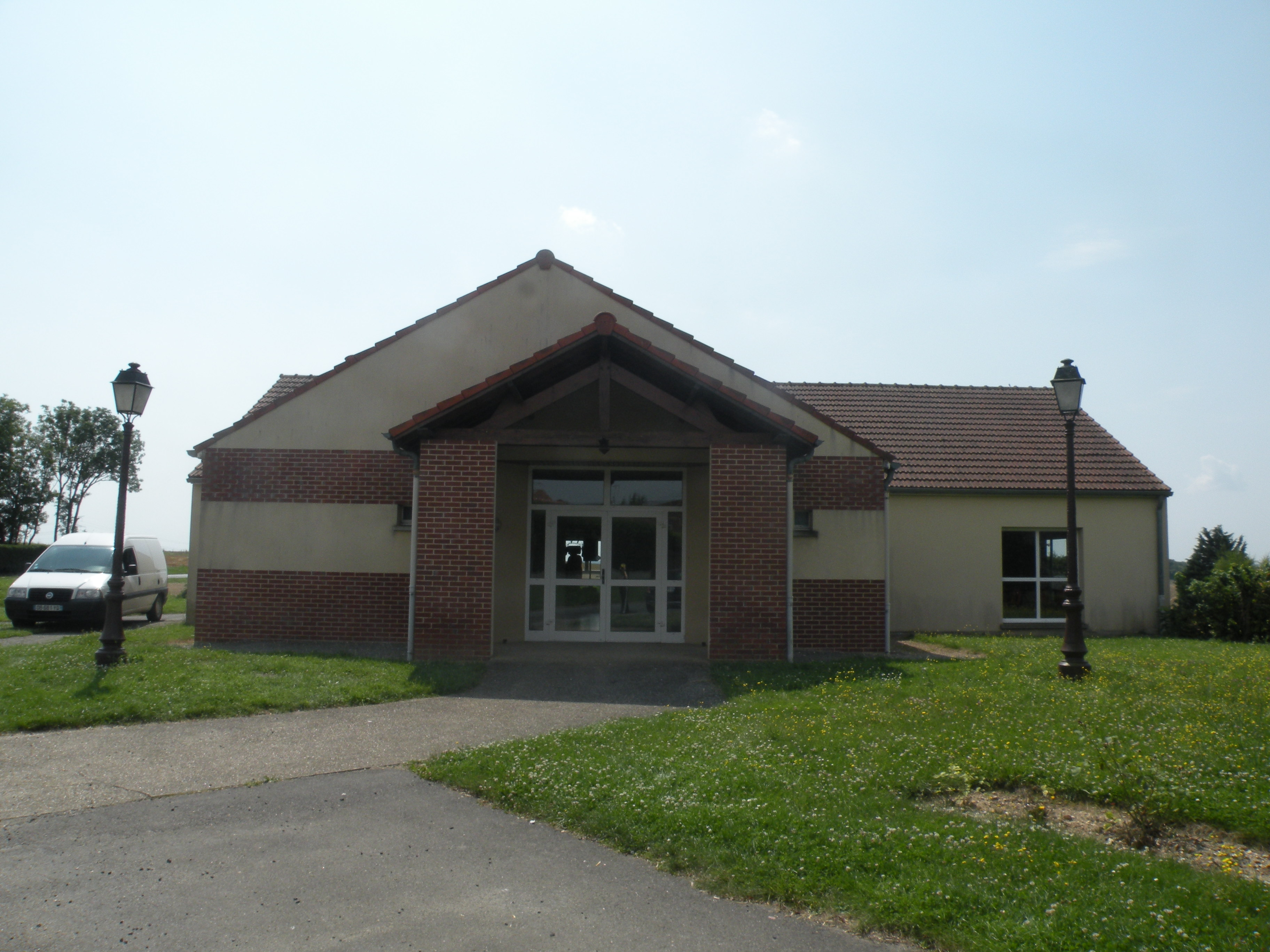
La salle polyvalente.

### Enseignement
Les enfants de la commune sont scolarisés au sein d'un regroupement pédagogique intercommunal qui regroupe également, en 2021, Lafraye et Haudivillers. Le déplacement de la classe de maternelle à Haudivillers a permis de réaménager le bâtiment de la mairie-école et de moderniser et de rendre accessible la mairie, dont les locaux sont désormais situés au rez-de-chaussée.
L'école de Fouquerolles accueille les enfants de CE2-CM1 dans une classe à double niveau.

## Population et société

### Démographie

#### Évolution démographique
L'évolution du nombre d'habitants est connue à travers les recensements de la population effectués dans la commune depuis 1793. Pour les communes de moins de 10 000 habitants, une enquête de recensement portant sur toute la population est réalisée tous les cinq ans, les populations de référence des années intermédiaires étant quant à elles estimées par interpolation ou extrapolation. Pour la commune, le premier recensement exhaustif entrant dans le cadre du nouveau dispositif a été réalisé en 2007.

En 2022, la commune comptait 297 habitants, en évolution de +4,95 % par rapport à 2016 (Oise : +0,87 %, France hors Mayotte : +2,11 %).
| 1793 | 1800 | 1806 | 1821 | 1831 | 1836 | 1841 | 1846 | 1851 |
| ---- | ---- | ---- | ---- | ---- | ---- | ---- | ---- | ---- |
| 219  | 203  | 232  | 205  | 219  | 228  | 226  | 222  | 234  |

| 1856 | 1861 | 1866 | 1872 | 1876 | 1881 | 1886 | 1891 | 1896 |
| ---- | ---- | ---- | ---- | ---- | ---- | ---- | ---- | ---- |
| 220  | 209  | 200  | 203  | 214  | 215  | 200  | 200  | 187  |

| 1901 | 1906 | 1911 | 1921 | 1926 | 1931 | 1936 | 1946 | 1954 |
| ---- | ---- | ---- | ---- | ---- | ---- | ---- | ---- | ---- |
| 167  | 170  | 173  | 173  | 148  | 150  | 140  | 123  | 155  |

| 1962 | 1968 | 1975 | 1982 | 1990 | 1999 | 2006 | 2007 | 2012 |
| ---- | ---- | ---- | ---- | ---- | ---- | ---- | ---- | ---- |
| 192  | 167  | 154  | 247  | 272  | 280  | 267  | 265  | 286  |

| 2017 | 2022 | - | - | - | - | - | - | - |
| ---- | ---- | - | - | - | - | - | - | - |
| 281  | 297  | - | - | - | - | - | - | - |

#### Pyramide des âges
La population de la commune est relativement jeune.
En 2018, le taux de personnes d'un âge inférieur à 30 ans s'élève à 39,2 %, soit au-dessus de la moyenne départementale (37,3 %). À l'inverse, le taux de personnes d'âge supérieur à 60 ans est de 21,6 % la même année, alors qu'il est de 22,8 % au niveau départemental.
En 2018, la commune comptait 129 hommes pour 153 femmes, soit un taux de 54,26 % de femmes, largement supérieur au taux départemental (51,11 %).
Les pyramides des âges de la commune et du département s'établissent comme suit.
| Hommes | Classe d’âge | Femmes |
| ------ | ------------ | ------ |
| 0,0    | 90 ou +      | 0,0    |
| 2,4    | 75-89 ans    | 2,7    |
| 19,7   | 60-74 ans    | 18,5   |
| 24,2   | 45-59 ans    | 19,7   |
| 18,0   | 30-44 ans    | 16,9   |
| 21,0   | 15-29 ans    | 24,7   |
| 14,7   | 0-14 ans     | 17,5   |

| Hommes | Classe d’âge | Femmes |
| ------ | ------------ | ------ |
| 0,5    | 90 ou +      | 1,4    |
| 5,5    | 75-89 ans    | 7,6    |
| 15,6   | 60-74 ans    | 16,3   |
| 20,8   | 45-59 ans    | 20     |
| 19,4   | 30-44 ans    | 19,4   |
| 17,6   | 15-29 ans    | 16,2   |
| 20,6   | 0-14 ans     | 19,1   |

## Culture locale et patrimoine

### Lieux et monuments

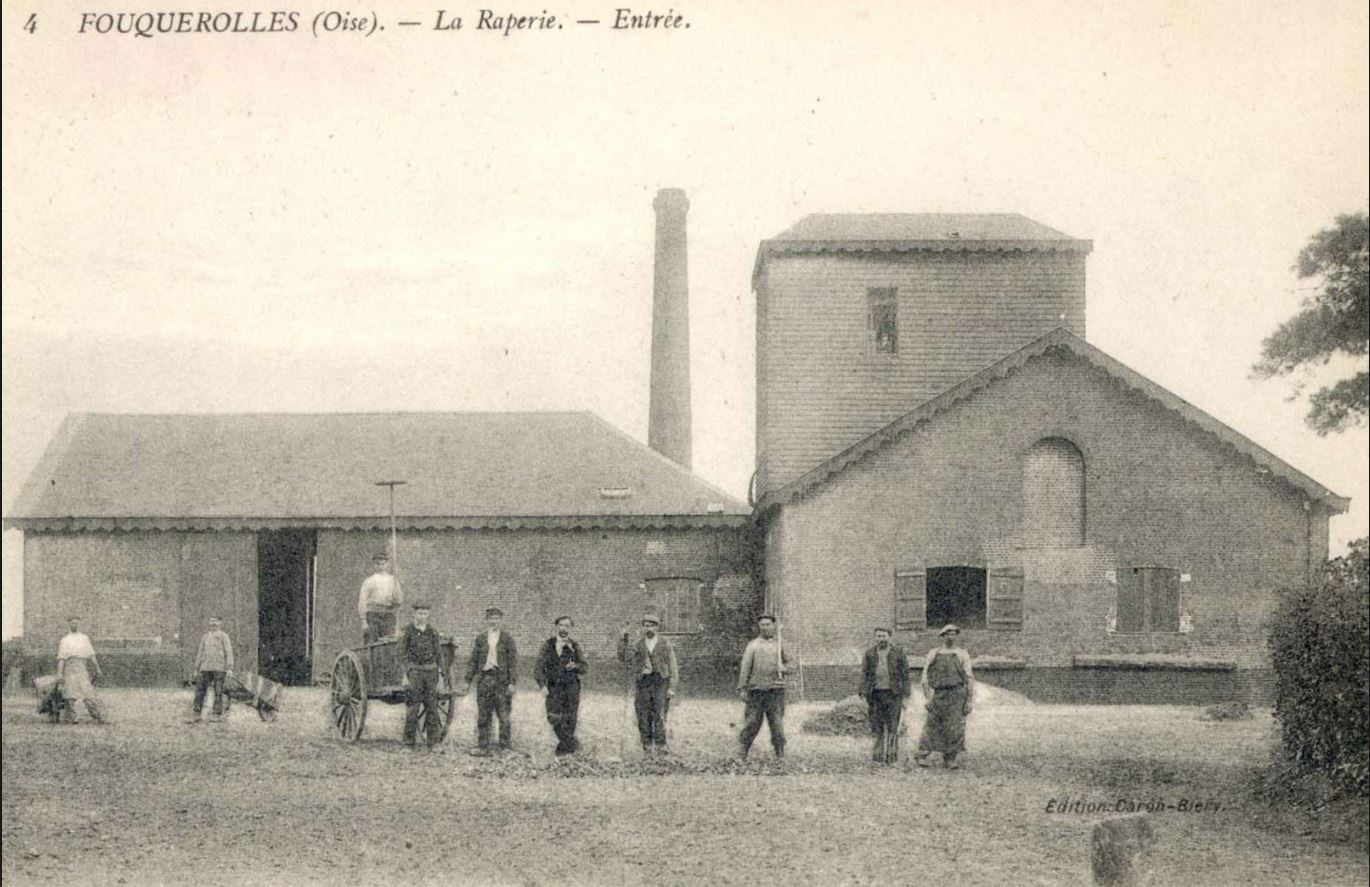

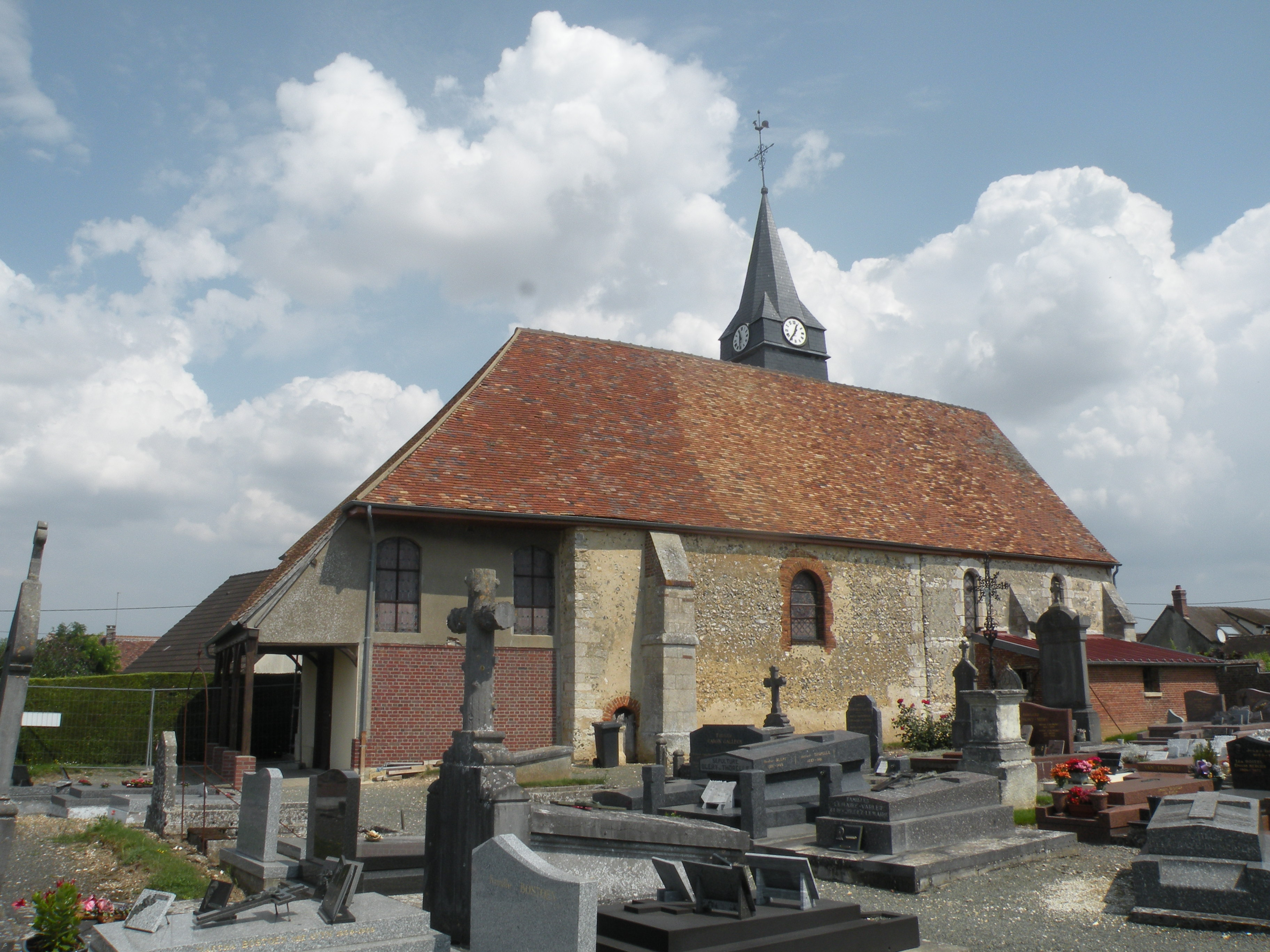
L'église Saint-Nicolas.
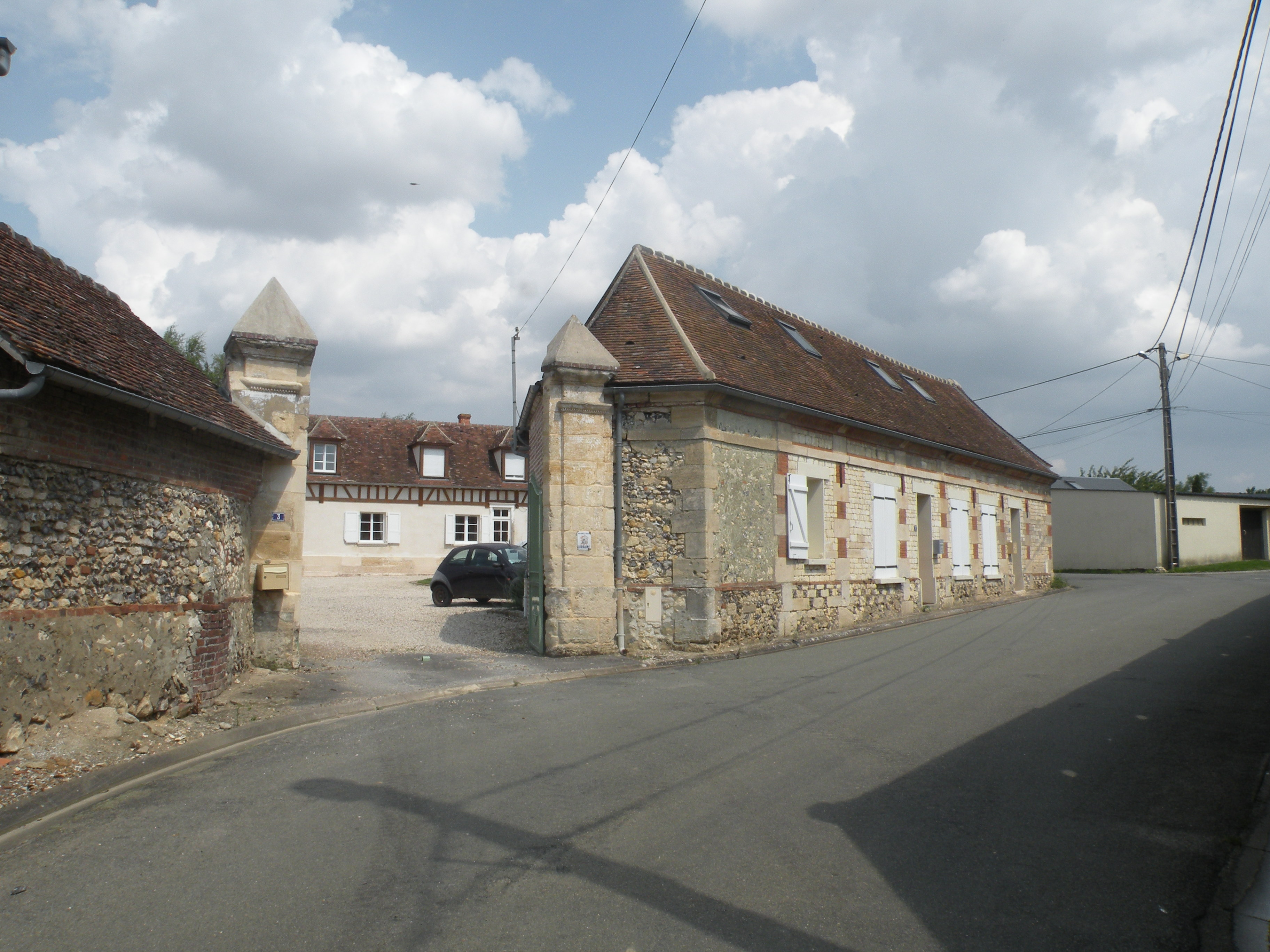
Ancienne ferme.
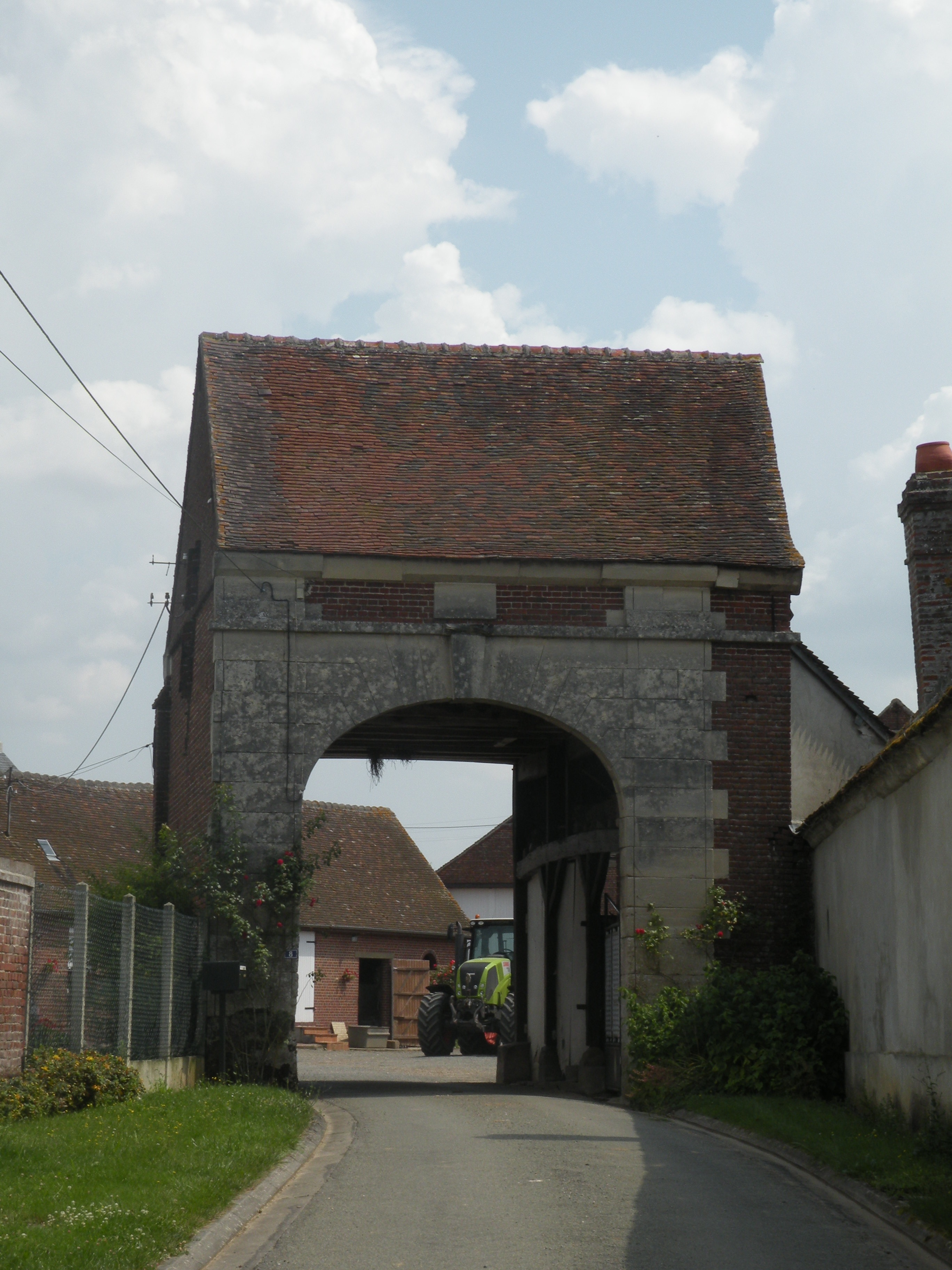
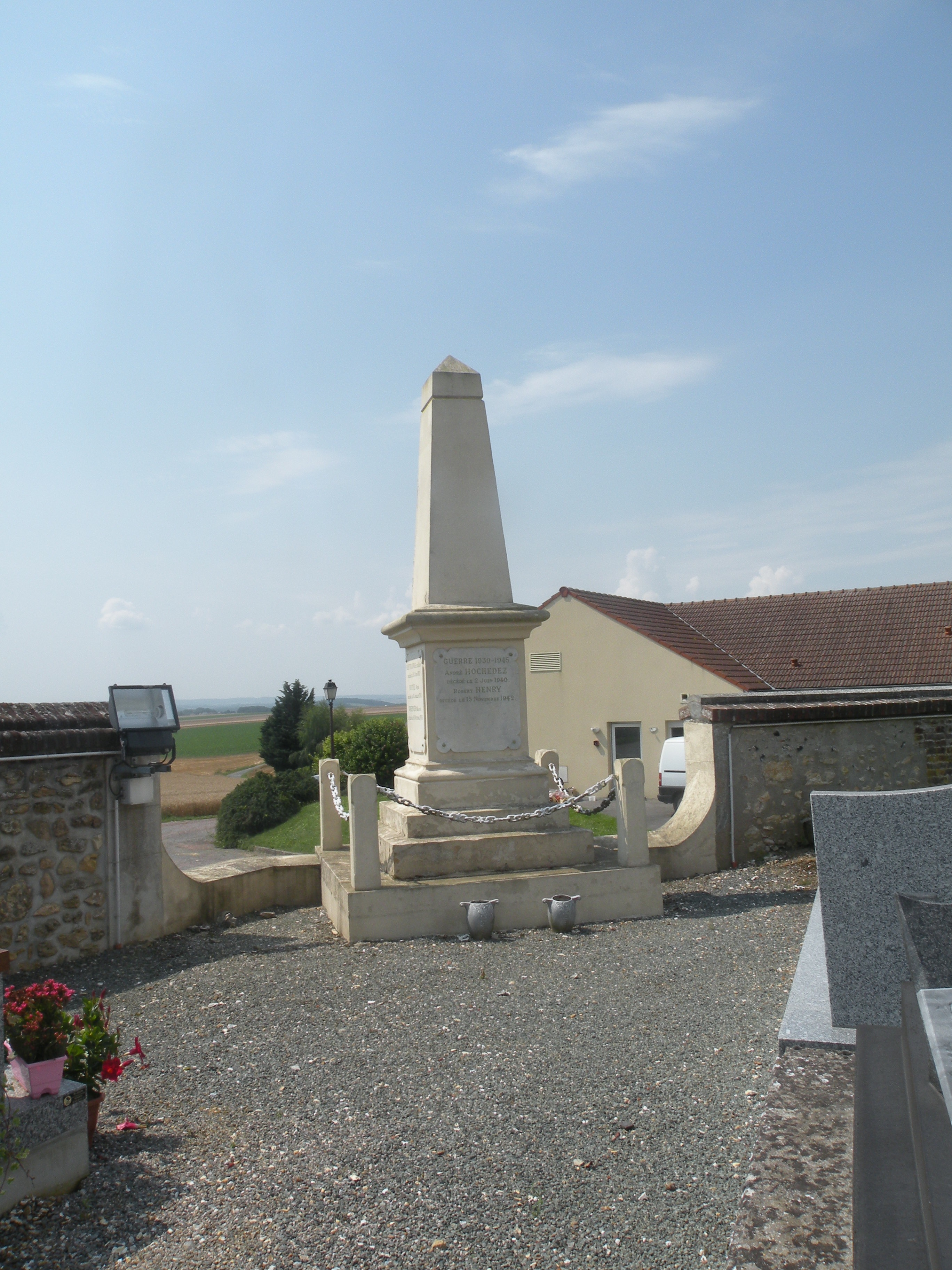
Le monument aux morts.

- L'église Saint-Nicolas.
- Ancienne ferme.
- Le monument aux morts.

La râperie de Fouquerolles